# Simmons Airlines
Simmons Airlines era una compagnia aerea degli Stati Uniti. Era il predecessore dell'American Eagle Airlines. La sua sede era originariamente vicino a Marquette, in Michigan, presso l'Aeroporto della Contea di Marquette a Negaunee, e alla fine fu trasferita nel Near North Side di Chicago, Illinois.

## Storia
Simmons Airlines, Inc. iniziò le operazioni di volo nel 1978 tra Marquette e Lansing servendosi di un Piper Navajo. Le operazioni si espansero negli anni '80 per collegare più destinazioni nel Michigan a Chicago e Detroit, e la sua flotta incorporò Embraer EMB 110 Bandeirante, Short 360 e YS-11. Iniziò ad operare come vettore sotto il marchio Republic Express il 28 aprile 1985 (in seguito Northwest Airlink) servendo i mercati da Detroit, e come vettore con il marchio American Eagle il 1º ottobre 1985, collegando i vari hub da Chicago.
La Simmons è stata acquisita da AMR Corp. l'8 agosto 1988 e subito dopo interruppe i voli della Northwest Airlink. Il 28 maggio 1993 acquisì alcune attività delle partecipazioni di Metro Airlines. Metro e le sue consociate Metro Airlines Leasing (d/b/a Metroflight), gestivano i voli dell'American Eagle dall'aeroporto internazionale di Dallas/Fort Worth e avevano recentemente comprato Chaparral Airlines appena prima dell'acquisizione di attività da parte di AMR Simmons.
Nel 1998 le restanti compagnie aeree regionali certificate Wings West Airlines e Flagship Airlines, entrambe interamente di proprietà della AMR Corporation e operanti sotto lo stendardo e il marchio American Eagle, vennero fuse sotto il sopravvissuto designatore IATA di Simmons Airlines "MQ", formando così un compagnia aerea certificata denominata American Eagle Airlines (piuttosto che solo un marchio di codeshare di compagnie aeree Airlink, Connect, Connection, Eagle o Express).

## Incidenti
- 19 gennaio 1979: un Piper Aerostar della Simmons in volo da Lansing a Marquette finì fuori rotta mentre si dirigeva all'aeroporto internazionale di Kent County mentre massava in mezzo a una pioggia gelida. Il velivolo si schiantò mentre il pilota tentava di atterrare, uccidendo lui e tre passeggeri, e ferendo gravemente altri due passeggeri.[4]
- 13 marzo 1986: il volo Simmons Airlines 1746, un EMB-110P1, operante come volo di linea regolare, partì dall'aeroporto metropolitano di Detroit diretto a Sault Ste. Marie con una sosta ad Alpena. La rotta del volo per Alpena era tranquilla, tuttavia, a causa delle condizioni meteorologiche strumentali prevalenti, l'equipaggio non fu in grado di completare l'avvicinamento e l'atterraggio tramite il sistema di atterraggio strumentale (ILS) e dichiarò un mancato avvicinamento alle 21:42. Alle 21:53 il volo venne autorizzato per un secondo avvicinamento ILS ad Alpena. Alle 21:56, l'equipaggio confermò che il servizio radar stava per terminare. Questa fu l'ultima trasmissione dall'aereo. Verso le 22:15, un automobilista riferì che l'aeromobile era precipitato. È stato trovato in un'area boscosa a circa 300 piedi (91 m) a sinistra della linea centrale estesa, e 1-2 miglia (2,4 km) prima della soglia della pista 1 dell'aeroporto regionale della contea di Alpena distrutto, con due dei sette passeggeri e uno dei due membri dell'equipaggio a bordo morti.[5]
- 31 ottobre 1994: il volo American Eagle 4184, un ATR 72 operato da Simmons Airlines, si schiantò vicino a Roselawn, nell'Indiana. L'aereo si capovolse, picchiando e schiantandosi da un'altezza di 10.000 piedi (3050 m) "dopo che un accumulo di ghiaccio si formò oltre i sistemi antighiaccio" provocando un'inaspettata inversione dell'alettone, che successivamente provocò la perdita di controllo. I quattro membri dell'equipaggio e 64 passeggeri rimasero tutti uccisi. Nei mesi successivi all'incidente, American Eagle ridistribuì la sua flotta di ATR a Miami e nei Caraibi, dove il ghiaccio non è un problema. Da allora il produttore di aeromobili, ATR, migliorò il sistema antighiaccio del suo prodotto.
- 9 luglio 1995: il volo American Eagle 4127, un altro ATR 72 di Simmons Airlines, subì una perdita di pressione dalla porta d'ingresso della cabina posteriore durante la sua salita dopo il decollo dall'Aeroporto Internazionale di Chicago-O'Hare. La porta della cabina si aprì poco dopo che il primo ufficiale inserì i comandi di pressurizzazione della cabina; pertanto, esisteva solo un leggero differenziale di pressione tra la pressione della cabina e la pressione atmosferica. L'assenza di danni indica che la porta era sbloccata quando si aprì. L'aereo era uno dei quindici velivoli dotati di un nuovo design del corrimano e della maniglia della porta diverso dalla maggior parte dei soliti ATR 72. La vecchia maniglia veniva tirata verso il basso per bloccare la porta e spinta verso l'alto per sbloccarla. La direzione del movimento è stata invertita in modo che per aprire o chiudere la porta si dovesse girare al contrario. Un privato individuò la porta staccatasi dal velivolo a circa due piedi d'acqua in un fiume nei pressi di Des Plaines il 10 luglio 1995. In seguito a questo incidente, ATR progettò un altro nuovo design della maniglia della porta simile al precedente, onde evitare confusioni.[6]